# Microtus limnophilus
Microtus limnophilus es una especie de roedor de la familia Cricetidae.

## Distribución geográfica
Se encuentra en la China y Mongolia.  